# Apoheterolocha
Apoheterolocha is een geslacht van vlinders van de familie spanners (Geometridae), uit de onderfamilie Ennominae.

## Soorten
- A. hetera Hampson, 1902
- A. monbeigi Oberthür, 1923
- A. quadraria Leech, 1897
- A. segregis Prout, 1926
- A. torniplaga Prout, 1915